# Никола Ника Стојић
Никола Ника Стојић (Гуча, 4. фебруар 1930 — Гуча, 4. децембар 2020) био је етнолог, вајар, добитник Вукове награде, као и истакнути песник и члан Удружења књижевника Србије. Рођен је у Гучи, од оца Драгољуба и мајке Станојле (рођ. Бугарчић). Студије српског језика и књижевности завршио је на Београдском универзитету.
Као млад интелектуалац, 1961. године покреће манифестацију Драгачевски Сабор трубача у Гучи.
Добитник је великог броја друштвених признања, међу којима се посебно истиче Вукова награда.
Умро је 2020. године у Гучи.

## Биографија
Ника Стојић рођен је 4. фебруара 1930. године у Гучи, од оца Драгољуба, и мајке Станојле (рођ. Бугарчић). 
Основну школу завршио је у родној Гучи, а Гимназију у Чачку, преживљавајући ратне страхоте и нацистичку окупацију. Студије српског језика и књижевности завршио је на Београдском универзитету. 
Радни век проводи у Гучи као професор и директор у Основној школи у Гучи, те као директор Дома културе у Гучи. 
Поред књижевности бавио се склуптуром и вајањем. Један је од оснивача Kултурно-просветне заједнице Драгачева, Удружења самоуких сликара и вајара Драгачева и Еколошког Друштва Драгачева. 
Био је ожењен Станиславом (рођ. Панајотовић), професором биологије, са којом има ћерку Радмилу.

## Књижевно дело
Објавио је четири збирке народног стваралаштва Драгачева и добио Вукову награду, збирку гробљанских записа Драгачевски Епитафи (1986), студију Вук и Драгачево (са Драгољубом М. Павловићем, 1987), две књиге лексикона Драгачевци у науци и уметности (са др Бранком Ковачевићем и Радованом М. Маринковићем, 1993. и 1998), Драгачевске приче и предања (2005) и више стручних радова у часописима.
Објавио је једанаест збирки песама: У пролазу, „Биљези смрти”, „Трубованке”, „Место за нови крајпуташ”, „Молитвенице”, „Звончићи”, „Песме за децу” (2001), „Јелечкиње - барјачкиње”, „Песме за децу” (2002), „Михољски дани”, „Нове молитвенице”, „Крађорђуше”, „Лажни зец”, „Песме за децу” (2005).